# 임성태자
임성태자(琳聖太子, 577~657)는 일본 오우치씨의 족보에 등장하는 백제의 왕족이다.
일본에서는 오우치 가문이 옛부터 가지고 있는 족보 그리고 임성태자를 모시는 신사가 있고 조선의 기록으로는 『간양록』과 『지봉유설』, 『난중잡록』 이 있으나 일본서기와 삼국사기에는 기록이 존재하지 않는다. 일본서기는 야마토 조정을 그리고 삼국사기 또한 백제의 기록이 적기 때문에 임성태자의 이야기가 실려있지 않을 가능성도 존재한다. 
성씨는 부여(扶餘), 이름은 의조(義照)다. 14세기 일본 유력 호족인 오우치씨 족보에 따르면 611년 한반도에서 건너와 스오국(周防國) 다타라하마(多々良浜)에 정착했다고 한다. 하지만 무령왕의 제7황자 순타태자와는 달리 일본서기와 삼국사기에는 기록이 없어 오우치씨 분파들 사이에서도 임성태자가 무령왕의 손자로 성왕의 제3황자라는 주장과 위덕왕의 제3황자라는 주장으로 나뉘어져 있다. 일본에서는 쇼토쿠 태자와 마찬가지로 가짜 인물이 아닐까 의심하는 주장도 있다. 하지만 본래 오우치씨의 성씨였던 타타라씨는 신찬성씨록에 있는 가야왕 爾利久牟(니리쿠무)이며 실존 인물이기 때문에 가야왕족과 백제왕족이 결합되어 일본내에서 세력화되면서 백제왕족을 칭한 것일 수도 있고 삼국사기에는 기록되지 않았지만 실제 일본에 건너간 백제왕족들은 실존하므로 그 후손들이 가지고 있는 족보의 내용은 틀리지 않을 수 있다.  
한국에는 기록이 없으나 1398년(조선 정종 1년) 7월 일본 슈고 다이묘 오우치 요시히로(大內義弘)가 조선의 조정에 '성왕의 3황자 임성태자가 자신의 선조임을 확인해달라'는 공문의 기록이 있다. 여의조(餘義照, 余義照)라고도 하고 다치바나 도요히(橘豊日)라고도 한다. 

## 생애
임성태자는 남부여(南扶餘) 위덕왕(威德王)의 셋째 아들 또는 성왕(聖王)의 셋째 아들이라는 주장으로 나뉜다. 일본에서는 야마구치씨 등 오우치씨의 현손들이 14대조로 주장하고 있다. 611년 3월 2일 야마구치현(山口県)에 상륙해 쇼토쿠 태자(聖徳太子)에게 타타라씨(多多良氏)라는 성씨와 스오국(周防國) 다타라하마(多々良浜, 현 야마구치현 호후시)에 영지를 하사받고 정착했다는 이야기가 있고 가야왕 爾利久牟(니리쿠무)가 영지를 받았다는 신찬성씨록의 기록이 존재한다. 타타라씨는 12세기에 오우치(大內)라는 성씨를 사용하게 됐고 조선과의 무역을 독점하면서 일본 열도 최대의 세력으로 성장한다. 중세 일본에서 전성기를 구가하던 그들은 1557년 세력이 약화되었고 방계 후손들이 막부의 하타모토(旗本) 내지는 영주로 살아남았으며 야마구치라는 성씨를 사용하는 가문은 이후 화족 계급이 된다. 
오우치씨의 후예들의 얘기에 따르면 임성태자는 597년 왜로 건너가 당시 남부여의 예술을 왜에 전래하고 불교 융성에 기여했으며 제철 기술을 전파하였다 한다. 당시 스오노쿠니, 즉 오늘날의 야마구치현에는 오우치 씨들의 현손들이 임성태자가 남부여에서 왜로 가져간 피리라고 주장하는 물건을 보존하고 있다.

### 사후
유골은 야마구치현 야마구치시(山口市) 쇼후쿠지(乘福寺)에 안치됐다. 임성태자에 관한 기록은 삼국사기와 삼국유사에 등장하지 않으나 1398년(조선 정종 1년) 7월 당시 서일본의 패자였던 오우치 요시히로가 조선 조정에 성왕의 셋째 아들 임성태자의 족보를 입증해 달라는 것과 토지를 찾아줄 것을 요청하는 공문을 정종에게 정식으로 보낸 사실이 정종실록에 기록되면서 조선에 알려졌다. 이후에도 1453년(조선 단종 1) 등 오우치는 사자를 조선 조정에 보내 족보 입증을 요청하기도 했다.
기시즈 신사(일본어: 岸津神社)는 임성태자를 모시는 신사라고 한다.

## 가족 관계
아들 부여임용(夫餘琳龍) 계열은 5대까지 작위를 받고 6대손 오우치노 마사츠네(大內正恒)의 대에 이르러 작위가 끊겼다. 계보는 임성태자-임용군-아부군(阿部君)-세농군(世農君)-세아군(世阿君)-아진군(阿津君)-오우치마사츠네(大內正恒)로 이어져 있다. 다른 아들 부여의광(夫餘義光) 계열은 23대 가야왕 의지(家埜王義之)까지 작위가 계승되고 대내지개(大內之介)에 이르러 작위가 끊겼다.
- 증조부(혹은 조부) : 백제 무령왕(武寧王) 부여사마(扶餘斯麻 또는 扶餘斯摩)[14]
  - 종조부 : 순타태자(純陀太子[15], ? - 513년, 간무 천황의 생모 야마토노 니이가사(和新笠)의 선조)
- 조부(혹은 부) : 백제 성왕(聖王) 부여명농(扶餘明穠)
  - 백부 : 부여계(扶餘季)
- 부왕(혹은 형) : 백제 위덕왕(威德王) 부여창(扶餘昌)[16]
  - 부인 : ?
    - 아들 : 임용군(琳龍君)
      - 손자 : 아부군(阿部君)

    - 아들 : 의광(義光)
      - 손자 : 의도(義道)

## 기타
- 코류 사(興隆寺)에는 그가 왜국에 파견될 때 남부여 왕에게 하사받았다는 검이 보존되고 있으며[17], 야마구치 시에는 임성태자가 세웠다는 루리코우 사(琉璃光寺) 5층 석탑이 현대까지 전래되고 있다.
- 임성태자 이외에도 무령왕의 제7황자 순타태자는 왜국에 사신으로 왔다가 아들 호우시키미(法師君)를 낳고 20대에 사망했다. 호우시키미는 간무 천황의 생모인 야마토노 니이가사(和新笠)의 선조이다.

## 같이 보기
- 소가 가문
- 순타태자
- 아좌태자
- 간무 천황
- 왕인

## 문헌
- <<日本書記>> <續日本紀>